# نواة كبروية

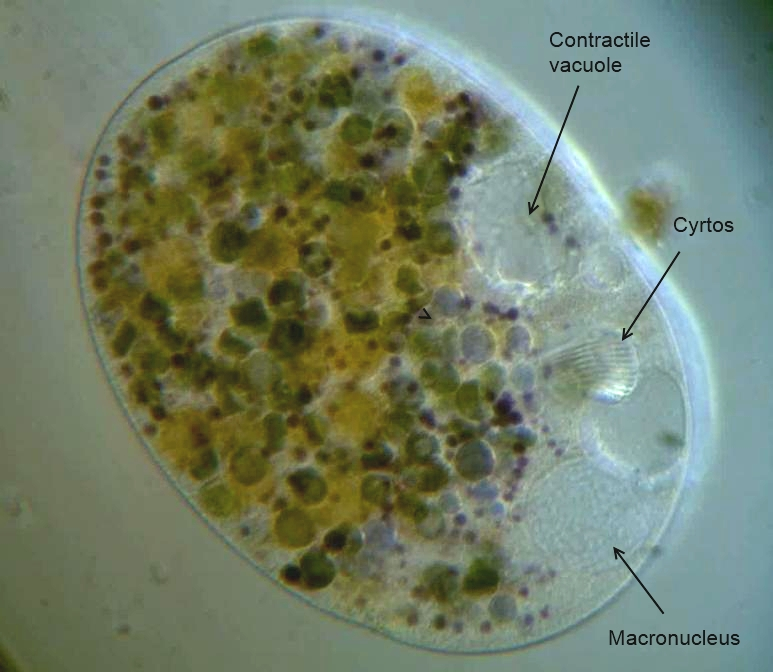

النواة الكبروية (بالإنجليزية: Macronucleus)‏ أو أيضا النواة الكبيرة، هي أكبر نواة خلوية توجد عند الهدبيات مثل البراميسيوم. تتميز هذه النواة بكونها متعدد الصيغ الصبغية، وعلى عكس النوى الصغيرة، تخضع هذه النوات لانقسام مباشر دون المرور بانقسام متساو أثناء الانقسام الخلوي.  تتحكم النواة الكبروية في الوظائف الخلوية ولا سيما الأيض بشكل مستقل عن وظيفة التكاثر. تتعرض للتحلل أثناء الاقتران لتتشكل فيما بعد نواة كبيرة جديدة بفعل إندماج النوى الصغيرة. تحتوي النواة الكبيرة على مئات إلى آلاف من الكروموسومات، كل منها موجود في عدة نسخ.  تفتقر النواة الكبيرة إلى آلية محددة لتقسيم المحتوى الجيني بدقة وبالتساوي أثناء الانقسام النووي؛ وبالتالي، فإن كيفية إدارة الخلية للحفاظ على جينوم متوازن بعد أجيال من الانقسامات تظل غير معروفة.